# Роско Арбакл
Роско Конклінг «Товстун» Арбакл (англ. Roscoe Conkling "Fatty" Arbuckle; 24 березня 1887 — 29 червня 1933) — американський актор німого кіно, комік, режисер і сценарист. Починаючи з «Selig Polyscope Company» він прийшов у «Keystone Studios», де працював із Мейбл Норманд і Гарольдом Ллойдом, а також із Чарлі Чапліном, Бастером Кітоном і Бобом Хоупом.
Він був одним із найпопулярніших акторів німого кіно 1910-х і незабаром став одним із найвисокооплачуваніших акторів у Голлівуді, підписавши 1921 року контракт із Paramount Pictures на суму $1 млн на рік.
У вересні 1921-го під час вікенду на честь святкування Дня праці, актриса Вірджинія Рапп (яку Арбакл знав протягом 5-6 років) захворіла і померла чотири дні опісля в госпіталі. Незабаром Роско звинуватили в зґвалтуванні й неумисному вбивстві Рейпп, надавши цьому широкий розголос. Фільми Роско були заборонені, його кар'єра згасла, а він сам був публічно принижений.
Хоча суд присяжних його виправдав і актор отримав письмове вибачення, а заборона на його фільми була знята, скандал усе ж затьмарив усі його досягнення в кіно як одного з новаторів у жанрі кінокомедії. 1932 року відбулося його короткотривале, але успішне повернення в кіно, яким він насолоджувався до своєї смерті в 1933 році.

## Дитинство
Роско Арбакл народився в Канзасі й був одним із дев'яти дітей у сім'ї Моллі й Вільяма Гудрича Арбакла. При народженні він важив 13 фунтів (5,9 кг) і, оскільки його батьки не були повної статури, Вільям уважав, що Роско не його дитина. Ця недовіра змусила його назвати дитину на честь політичного діяча (і сумнозвісного ловеласа), якого він зневажав, Республіканського сенатора Роско Конклінга. Народження Роско було важким для Моллі, що призвело до хронічних проблем із здоров'ям, які внесли свій вклад у її смерть.

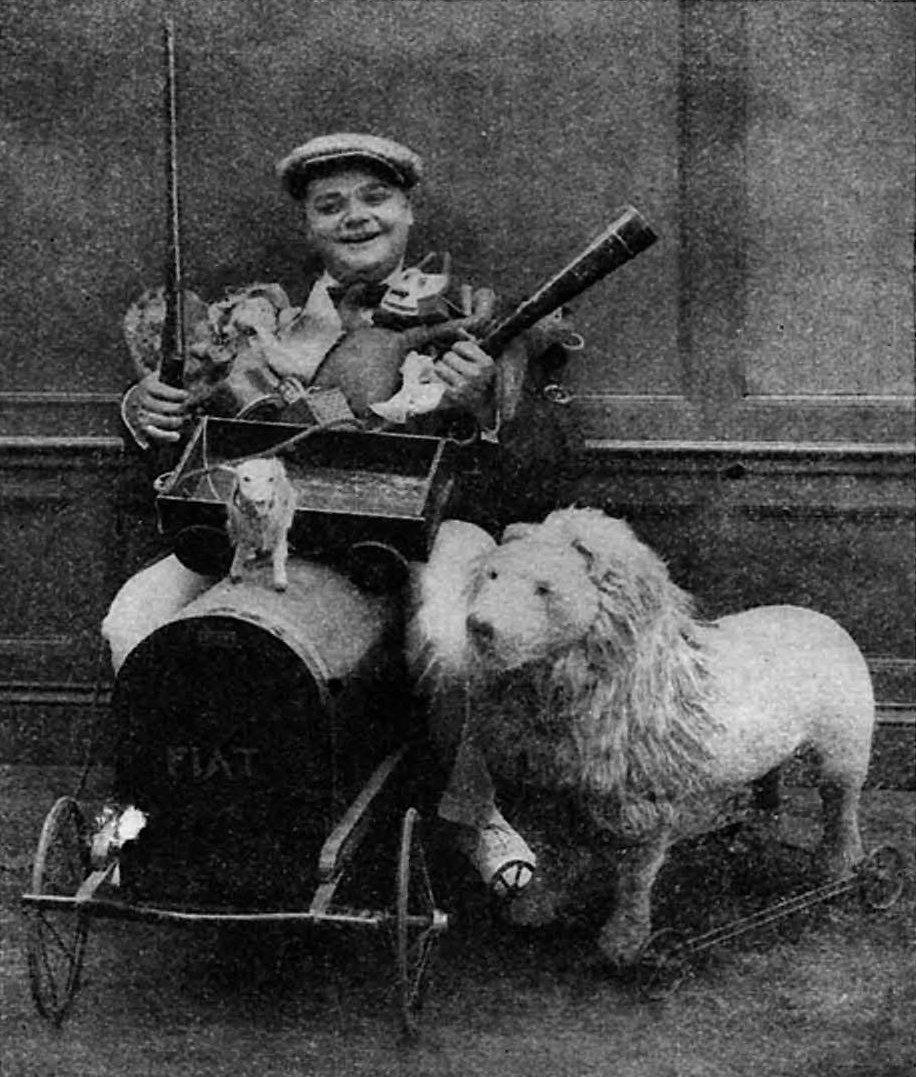

Арбакл був дуже моторний і мав чудовий голос. З 8 років мати, заохочуючи його захоплення, стала водити Роско в театри, аж до своєї смерті в 1899 році. Арбаклу тоді було 12 років. Його батько, який завжди ставився до нього жорстко, відмовився підтримати його, і Арбакл влаштувався працювати прибиральником у готелі. Під час своєї роботи Арбакл мав звичку співати, і одного дня його почув один із клієнтів, який був професійним співцем. Він і запросив Арбакла виступити на любительському шоу талантів. На цьому шоу Арбакл співав, танцював і навіть показав кілька пародій, але не справив враження на суддів, які спостерігали за ним. Під час свого виступу Арбакл побачив, як підвішений до стелі крюк полетів на нього, і він у паніці перекинувся до оркестрової ями, щоб уникнути травм. Судді були в паніці. Але, незважаючи на це, Арбакл не лише виграв шоу, а й почав кар'єру у водевілі.

## Кар'єра
1904 року Сід Громан запросив Арбакла співати в його новому театрі в Сан-Франциско, і це стало початком довгої дружби між ними. Пізніше він приєднався до групи театру Пентагеса, яка гастролювала Західним узбережжям США, і 1906 року він уже грав у театрі Орфеум у трупі, організованій Леоном Ерролом. Арбакл став головним актором, і трупа взяла його з собою в турне.
6 серпня 1908 року Арбакл одружився з актрисою Мінті Дарфі. Дарфі була зіркою багатьох тогочасних комедій і часто знімалася разом з Арбаклом. Вони були дуже дивною парою, оскільки Мінта була мініатюрна й тендітна, тоді як Арбакл був високим і великим. Незабаром Роско приєднався до трупи водевілю Бербанку Мороско, їх тур проходив Китаєм і Японією, і повернувся 1909 року.
Свою кар'єру в кіно Арбакл розпочав у липні 1909-го в «Компанії великих можливостей Селіжда», коли він з'явився у фільмі «Дитина Бена». Але Арбакл покинув компанію і 1913 року перейшов в Universal Studios, ставши зіркою комедії Мака Сеннета «Поліцейські Кістоун» (згідно з документами кіностудії у 1919-му і 1921 роках, у цій комедії Арбакл заробляв по $3 на день, і поступово йшов до того, щоб стати провідним актором і режисером). Хоча велика вага Арбакла й була його амплуа, він соромився своєї ваги і відмовлявся використовувати її в «дешевих» комедіях. Наприклад, він не міг дозволити собі застрягти в дверному отворі або в стільці.
Арбакл був талановитим співаком. Коли Енріко Карузо почув, як той співає, то став переконувати коміка: «Кидайте цю дурницю, якою ви заробляєте собі на життя, з моїм навчанням ви можете стати другим великим співаком у світі».

## Кар'єра в кіно
Незважаючи на свій масивний зовнішній вигляд, Арбакл був дуже спритним і гнучким, як акробат. Мак Сеннет, згадуючи свою першу зустріч з Арбаклом казав, що він «піднявся по кар'єрних сходах так легко, як Фред Астер» і «без попередження вийшов у світ під оплески, зробив зворотне сальто, так само витончено, як дівчина». Його комедії були відзначені як «веселі» й «динамічні», у них було багато сцен із погонями і переслідуваннями, але головною особливістю були візуальні ефекти. Арбакл дуже любив відомий трюк «пирогом в обличчя», кліше всіх комедій, який став символом комедій в епоху німого кіно. Найвідоміше використання цього трюку було в червні 1913 року на знімальному майданчику фільму «Шум із глибин», коли пиріг в обличчя Арбакла кинула його партнерка Мейбл Норманд (уперше цей трюк на екрані був використаний Беном Терпіном, але відомий він став лише після того, як його використала Норманд).

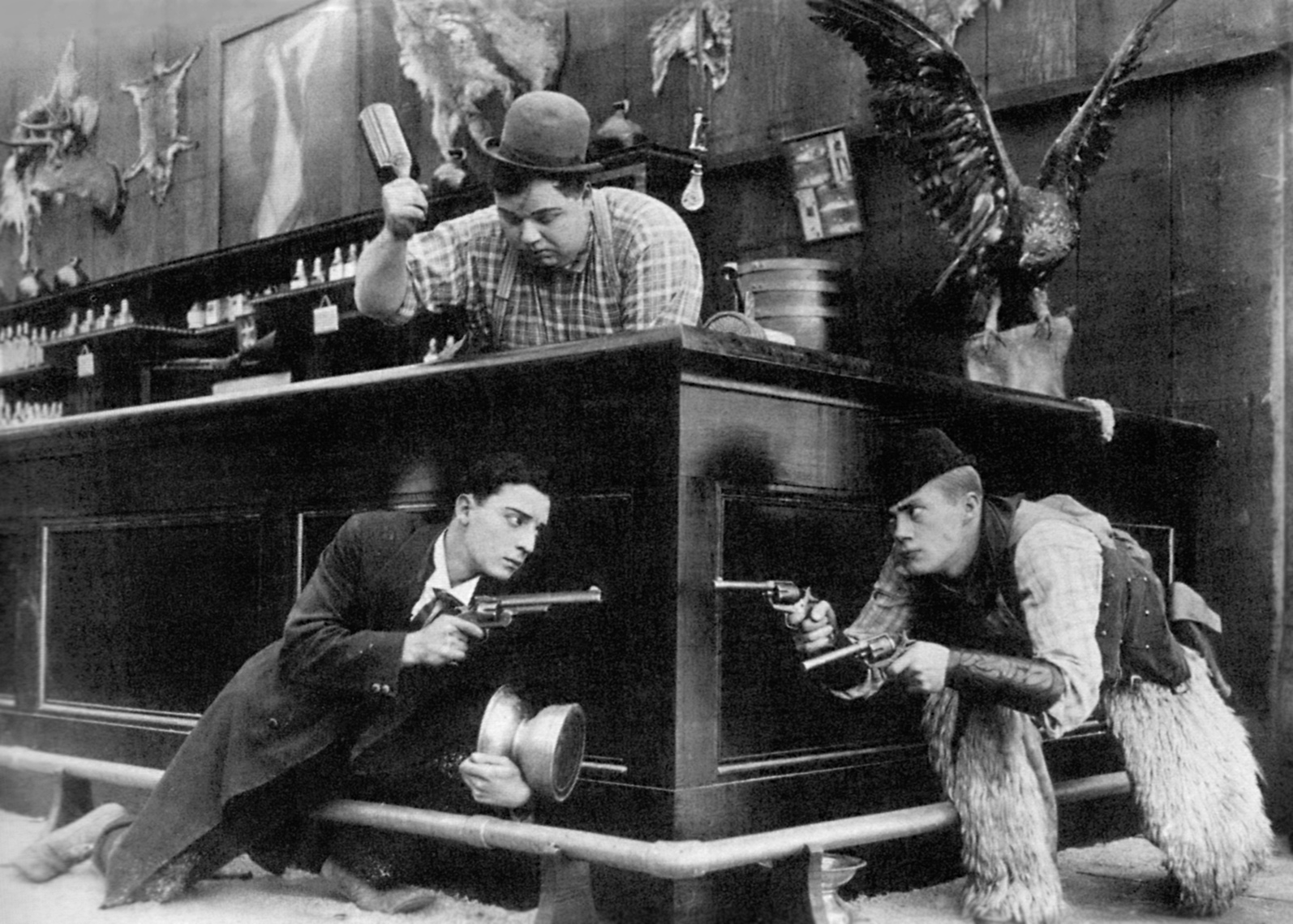
Племінник Арбакла Аль Ст. Джон (унизу, праворуч), Бастер Кітон (унизу, ліворуч) і Роско Арбакл у фільмі Дикий Захід

1914 року Paramount Pictures зробила Арбаклу нечувану на той момент пропозицію — $1000 на день, плюс 25 % від усього прибутку і повну свободу дій, щоб зняти фільми за участю Арбакла і Норманд. Кінофільми були настільки популярними і прибутковими, що 1918 року йому запропонували 3-річний контракт на суму $3 000 000 ($ 43 057 003 нинішніми грошами).
До 1916 року вага і пристрасть до алкоголю Арбакла призвели до серйозних проблем зі здоров'ям. Але Арбакл вилікувався, втратив 80 фунтів (36 кг) і став важити 266 фунтів (120 кг). Це спричинило наркотичну залежність від морфію, який йому давали лікарі під час хвороби, щоб полегшити біль.
Після свого одужання Арбакл створив власну кінокомпанію «Comique» у співпраці з Джозефом Шенком. Хоч «Comique» і створила деякі з найкращих короткометражних картин, 1918 року Арбакл передав управління компанією Бастеру Кітону і свій контракт із Paramount на суму $3 000 000, а також право зняти до 18 художній фільмів протягом 3-х років.
1932-го Арбакл підписав контракт із Warner Bros. на зйомки кількох фільмів, в яких він буде грати головні ролі під своїм ім'ям. Вони були зняті на студії Vitaphone в Брукліні. Ці шість короткометражних фільмів є єдиними звуковими фільмами в кар'єрі Арбакла. Разом із ним у цих фільмах знялися комедійний актор німих фільмів Аль Ст. Джон (племінник Арбакла) і актори Лайнел Стендер і Шемп Ховард. Фільми були дуже успішні в Америці, але коли Warner Bros. спробував випустити один із фільмів «Гей, тату!» у Великій Британії, то британська рада класифікації кіно, процитувавши 10-річний скандал, відмовилася випускати фільм у прокат.

## Смерть
28 червня 1933 року Роско Арбакл закінчив знімати свій останній фільм. Наступного дня він підписав контракт із Warner Bros. на зйомки повнометражного фільму. Репортерам Арбакл сказав: «Це найкращий день у моєму житті». Але тієї ж ночі він помер від серцевого нападу у віці 46 років. Тіло Роско було піддано кремації, а прах розвіяно над Тихим океаном.

## Фільмографія
Докладніше: Фільмографія Роско Арбакла

## Вшанування пам'яті
Його ім'я вибите на Алеї Слави у Голлівуді.